# Ardisia acutissima
Ardisia acutissima là một loài thực vật có hoa trong họ Anh thảo. Loài này được (Cuatrec.) Lundell mô tả khoa học đầu tiên năm 1968.